# Gliese 667 Cb
Gliese 667 Cb là một ngoại hành tinh quay quanh Gliese 667 C, ngôi sao thuộc hệ ba sao Gliese 667. Đây là hành tinh lớn nhất được phát hiện trong hệ hành tinh này, có thể là một Siêu Trái Đất và có kích cỡ gần bằng Sao Hải Vương. Phân tích quỹ đạo ổn định cho thấy hành tinh này không thể có khối lượng lớn hơn hai lần khối lượng tối thiểu của nó. Nó có quỹ đạo quá gần sao chủ, nên không nằm trong vùng có thể sống được. Phân tích độ lệch tâm cho thấy rằng Gliese 667 Cb không phải một hành tinh đất đá.